# G4S
G4S este o companie internațională de pază și securitate cu sediul în Marea Britanie.
Compania avea peste 400.000 de angajați în anul 2006.
În anul 2004, compania daneză Group 4 Falck a fuzionat cu firma britanică Securicor, dând naștere grupului G4S, cu sediul în Marea Britanie.
Grupul Securicor avea la acel moment o cifră de afaceri anuală de peste 1 miliard de lire sterline, cu operațiuni în 50 de state, și peste 100.000 angajați în întreaga lume, iar Group 4 Falck avea o cifră de afaceri de peste 4,3 de miliarde de euro pe an.

## G4S în România
Grupul G4S este prezent și în România, prin intermediul a trei firme: G4S Cash Services, G4S Security Services, G4S Security Systems, care aveau în total 9.890 de angajați în anul 2009 și care au realizat în anul 2008 o cifră de afaceri de 97,5 milioane euro.
În anul 2002, danezii de la Group 4 Falck au preluat agenția particulară de pază APS Valahia, pentru suma de 5 milioane de euro.
APS Valahia a fost o afacere de familie a lui Liviu Târșea, fost angajat al Serviciului de Pază și Protecție (SPP) și avea la acel moment 1.200 de angajați și activitate în 14 județe.
În anul 2003, compania Securicor a achiziționat firma Watch Guard Security, deținută de Mike Brown, un fost diplomat al Marii Britanii la București.
În anul 2009, G4S avea o cotă de piață de 90% pe segmentul de transport de valori și procesare de bani din România.
Cifră de afaceri:
- 2009: 113,1 milioane euro[6]
- 2008: 97,5 milioane euro[5]
- 2007: 57,4 milioane euro[7]